# Montesa Cota 348
La Montesa Cota 348 fou un model de motocicleta de trial de la gamma Cota de Montesa que estigué en producció entre 1976 i 1983. Al llarg de la seva vida comercial se'n fabricaren diverses versions, totes elles amb les següents característiques generals: conjunt dipòsit-selló d'una sola peça abatible en color vermell, motor de dos temps monocilíndric refrigerat per aire de 305,8 cc amb canvi de 6 velocitats, bastidor de doble bressol, frens de tambor i amortidors de forquilla convencional davant i telescòpics darrere.
Presentada a finals de gener de 1976, la Cota 348 havia estat desenvolupada al llarg de 1975 pel DID de Montesa, dirigit per Pere Pi, en estreta col·laboració amb Malcolm Rathmell, un dels millors pilots de trial de l'època. Continuant amb l'esperit de la seva predecessora -la Cota 247- el nou model de Montesa incorporava abundants innovacions tecnològiques i oferia una estètica avantguardista, esdevenint una altra fita dins la història de l'evolució de les motocicletes de trial. La Cota 348 obtingué un gran ressò internacional i fou molt ben rebuda per la crítica: al moment del seu llançament fou descrita, per exemple, com a «la motocicleta de trial de més presència, millor acabat i alta qualitat del moment» i fou considerada «la moto de l'any».
Pel que fa als vessants comercial i esportiu, aquest model igualà, si no superà, els èxits assolits per la Cota 247. D'una banda, les seves vendes varen ser molt importants i s'exportà arreu del món juntament amb la resta de models de la gamma Cota, i de l'altra aconseguí nombroses victòries internacionals i campionats estatals a mans de pilots com ara el mateix Rathmell, Rob Edwards, Ulf Karlson, Jean-Marie Lejeune o Felix Krahnstöver. Tot i que mai ningú no aconseguí guanyar el Campionat del Món de trial amb una Cota 348, sí que ho va fer Ulf Karlson amb la seva successora, la Cota 349, el 1980.

## Història
La temporada de 1974, Malcolm Rathmell guanyà amb Bultaco el darrer Campionat d'Europa de trial celebrat (a partir de 1975, aquesta competició passà a anomenar-se Campionat del Món) i, poc després, anuncià la seva intenció de canviar de marca empès, principalment, pel seu desig de participar en el desenvolupament d'una nova moto de trial. Les ofertes li començaren a ploure, entre les quals algunes de marques japoneses com ara Yamaha o Suzuki.

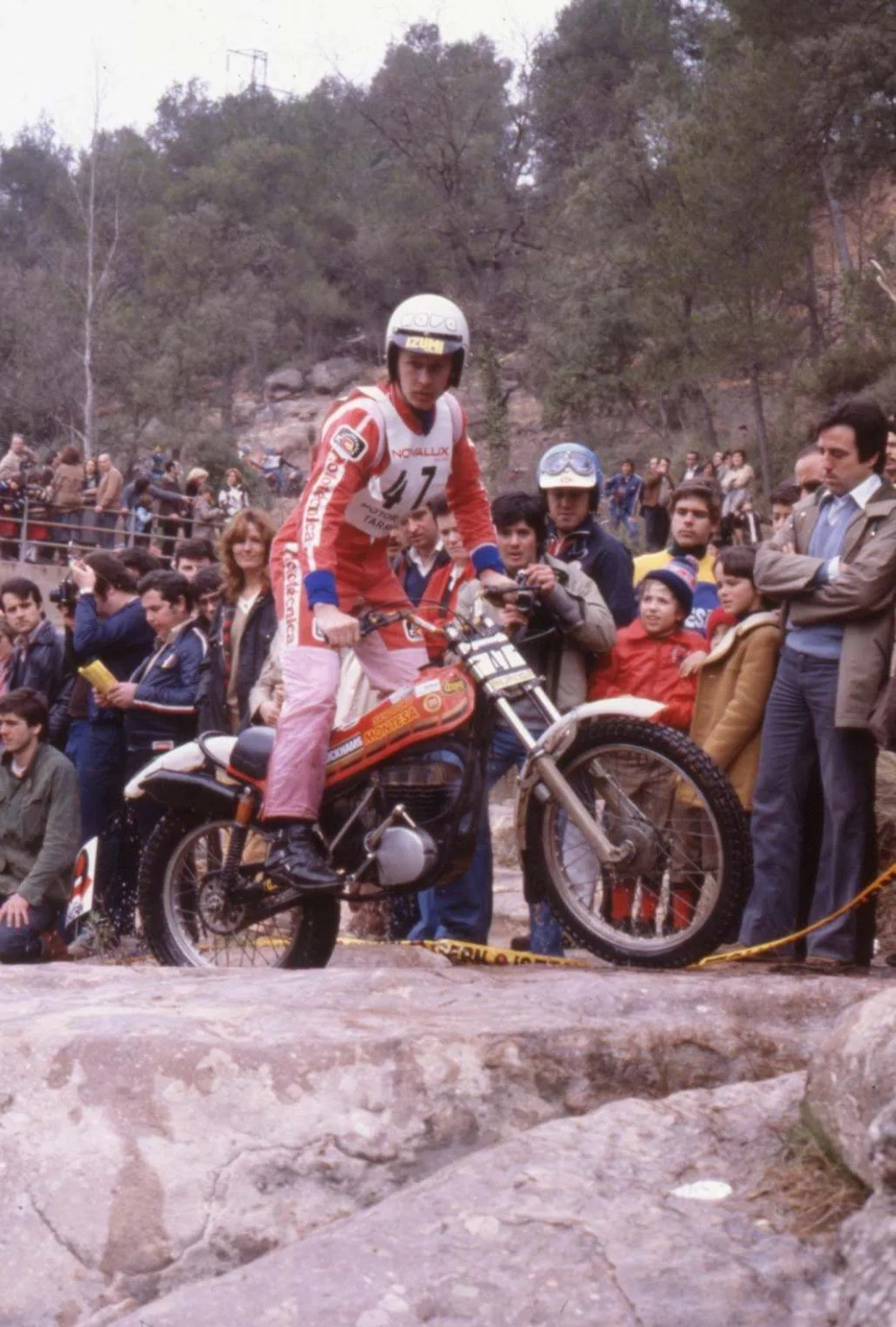
Malcolm Rathmell amb la Cota 348 al Trial de Sant Llorenç de 1979

Paral·lelament, a Montesa ja feia temps que l'equip tècnic estava planejant, assajant i desenvolupant el projecte d'una nova motocicleta que hauria d'agafar el relleu de la Cota 247, després d'anys d'haver anat perfeccionant aquell històric model creat el 1968. Des de feia uns anys, la tendència dels fabricants de motos de trial era d'anar-ne augmentant cada cop més la cilindrada, a la recerca de la major potència possible a règims baixos del motor (Bultaco havia llançat la seva Sherpa T 350 ja el 1972, i OSSA presentà el 1975 la MAR 350). Montesa volia, doncs, crear el seu propi model 350, un model que no fos tan sols una evolució de la Cota 247 sinó una motocicleta completament nova, estudiada i realitzada gairebé de zero per l'equip tècnic. Per a fer-ho ben fet, calia un pilot provador de primera línia les experiències i impressions del qual amb el prototipus anessin orientant la feina del DID. Montesa ja disposava aleshores de pilots de gran prestigi, especialment Ulf Karlson, però l'anunci de la disponibilitat de Rathmell la va decidir a intentar fitxar-lo.
En coincidir els interessos d'ambdues parts, Rathmell acceptà l'oferta de Montesa i signà el contracte amb la marca a finals d'any (el fitxatge s'anuncià oficialment el 20 de desembre de 1974). Des d'aquell moment, la feina de l'equip tècnic i la del pilot s'acceleraren i Rathmell començà aviat a participar en proves importants amb el prototipus de la futura Cota 348, aleshores encara amb l'aspecte d'una 247 normal i corrent. El 12 gener de 1975 disputà la seva primera prova amb Montesa, contretament el Vic Britain Trial puntuable per al campionat britànic, i l'acabà guanyant per davant de Rob Shepherd i Martin Lampkin.
La carrera de Malcolm Rathmell com a pilot de Montesa fou un èxit des del començament, i només el fet de compaginar la competició amb la tasca de provador del prototipus, amb tots els imprevistos que això comporta, l'apartà del triomf absolut al campionat del món. Malgrat tot, ja al primer any, en plena etapa de proves i canvis tècnics constants, acabà tercer a la primera edició del mundial de trial, a només dos punts del campió (Martin Lampkin) i a un del subcampió (Yrjö Vesterinen). El 1976 fou subcampió a sis punts de Vesterinen, i el 1977, un altre cop tercer a set punts de Vesterinen i a un del segon, el seu company de marca Ulf Karlson. A banda, amb el prototipus de la futura Cota 348 ja guanyà el campionat britànic de 1975, triomf que repetí l'any següent.
Rathmell abandonà Montesa el 1978, quan la Cota 348 ja era una realitat de feia temps, en acceptar una milionària oferta de Suzuki per tal de posar a punt la seva moto. El resultat, en aquest cas, fou un rotund fracàs i l'anglès tornà a la marca catalana el 1979 per a quedar-s'hi. Al llarg dels anys que estigué pilotant la Cota 348, Rathmell hi assolí nombrosos campionats britànics i victòries internacionals destacades (com ara els seus quatre triomfs al prestigiós Scott Trial), però probablement el seu major èxit fou la victòria als Sis Dies d'Escòcia de Trial de 1979, aconseguint així per primera vegada aquest preuat guardó per a Montesa.

## Característiques

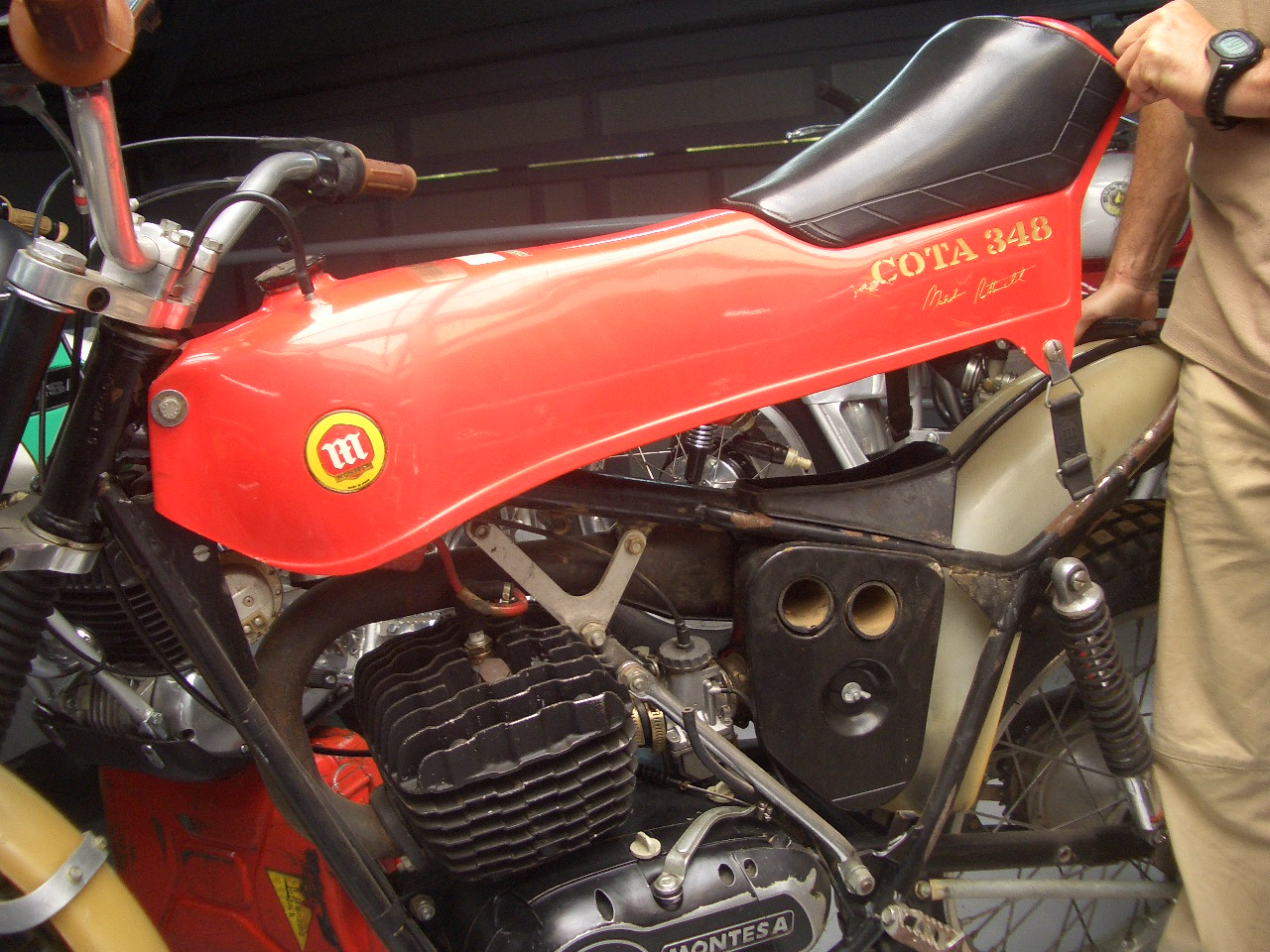
Detall del conjunt dipòsit-selló practicable d'una Montesa Cota 348 de 1977

La Cota 348 continuà amb la filosofia avantguardista de Montesa, ja demostrada abans amb la Cota 247, tot aportant també moltes innovacions tècniques i estètiques (la major part de les quals ideades per Pere Pi i el seu equip del DID). Cal destacar-ne aquestes:
- El dipòsit de benzina, evolucionat a partir del de la Cota 247, pivotava per davant i se subjectava a la part posterior amb unes gomes. Això permetia de pujar-lo sense eines, ja que aquestes anaven col·locades justament sota el seient, al costat del filtre de l'aire. D'altra banda, tant el seient com el filtre d'aire es podien retirar només amb les mans, sense eines.
- Les aletes del cilindre i de la culata eren ara arrissades. Amb això s'aconseguia reduir la vibració i el soroll, obtenint de passada més rigidesa amb el mateix pes.[4]
- Incorporava uns tubs guia de la cadena de transmissió especials, per tal d'evitar-hi l'acumulació de fang. En passar la cadena per dins d'aquells originals tubs s'evitava que el fang s'acumulés al pinyó de sortida, aconseguint així minvar el desgast tant de la cadena com del pinyó, alhora que tot el conjunt era molt més silenciós.[4]
- La cadena duia un protector metàl·lic, de tipus ferradura, que evitava que s'incrustés contra el càrter en cas de trencament.
- El pinyó de sortida del canvi era també desmuntable amb la mà, mitjançant un sistema inèdit. Com a protector, incorporava una innovadora peça de goma que es muntava i desmuntava també amb la mà sobre uns pivots.
- Les palanques de fre i canvi eren ara plegables, per tal d'evitar que es dobleguessin o trenquessin a les zones de trial. Actualment, la gran majoria de les motos del mercat les porten així.[4]
- Per a determinades unions incorporà un cargol especial de M6 amb el cap gros de 18 mm de diàmetre, una mida inèdita aleshores que ha esdevingut estàndard i actualment es troba arreu del món.[4]

## Versions
Totes les versions que es varen fabricar de la Cota 348 s'identificaven amb el mateix codi de model, el 51M. Un tret comú a totes elles fou també el color del conjunt dipòsit-selló, sempre vermell, al qual se li afegien o no trets decoratius addicionals. D'altra banda, els parafangs varen ser sempre de plàstic blanc.

### Llista de versions produïdes
| Versió                       | Cilindrada                | Anys                      | Núm. Sèrie                | Unitats | Decoració dipòsit             |  |
| ---------------------------- | ------------------------- | ------------------------- | ------------------------- | ------- | ----------------------------- |  |
| Versió "76"                  | 305,8 cc                  | 1976                      | 51M0000 - 51M11300        | 11.300  | Cap                           |  |
|                              |                           |                           |                           |         |                               |  |
| Versió "77" Malcolm Rathmell | 305,8 cc                  | 1977                      | ?                         | 11.300  | Signatura de Malcolm Rathmell |  |
| Cota 348 Trail ("77")        | 305,8 cc                  | 1977                      | 51M49001                  | ?       | Franges daurada i negra       |  |
|                              |                           |                           |                           |         |                               |  |
| Versió "78"                  | 305,8 cc                  | 1978 - 1979               | 51M11301 - 51M15700       | 4.400   | Franges daurada i negra       |  |
| Cota 348 Trail ("79")        | 305,8 cc                  | 1979 - 1981               | ?                         | ?       | Franges daurada i negra       |  |
| Cota 348 Trail ("82")        | 305,8 cc                  | 1982 - 1983               | 51M54301                  | ?       | Franja i embellidor negres    |  |
| Total d'unitats produïdes    | Total d'unitats produïdes | Total d'unitats produïdes | Total d'unitats produïdes | 15.700  |                               |  |

Notes
1. 1 2  El total de 11.300 unitats correspon al global de les versions "76" i "77"
2. ↑  Sense comptar les versions "trail"

### Versió "76"

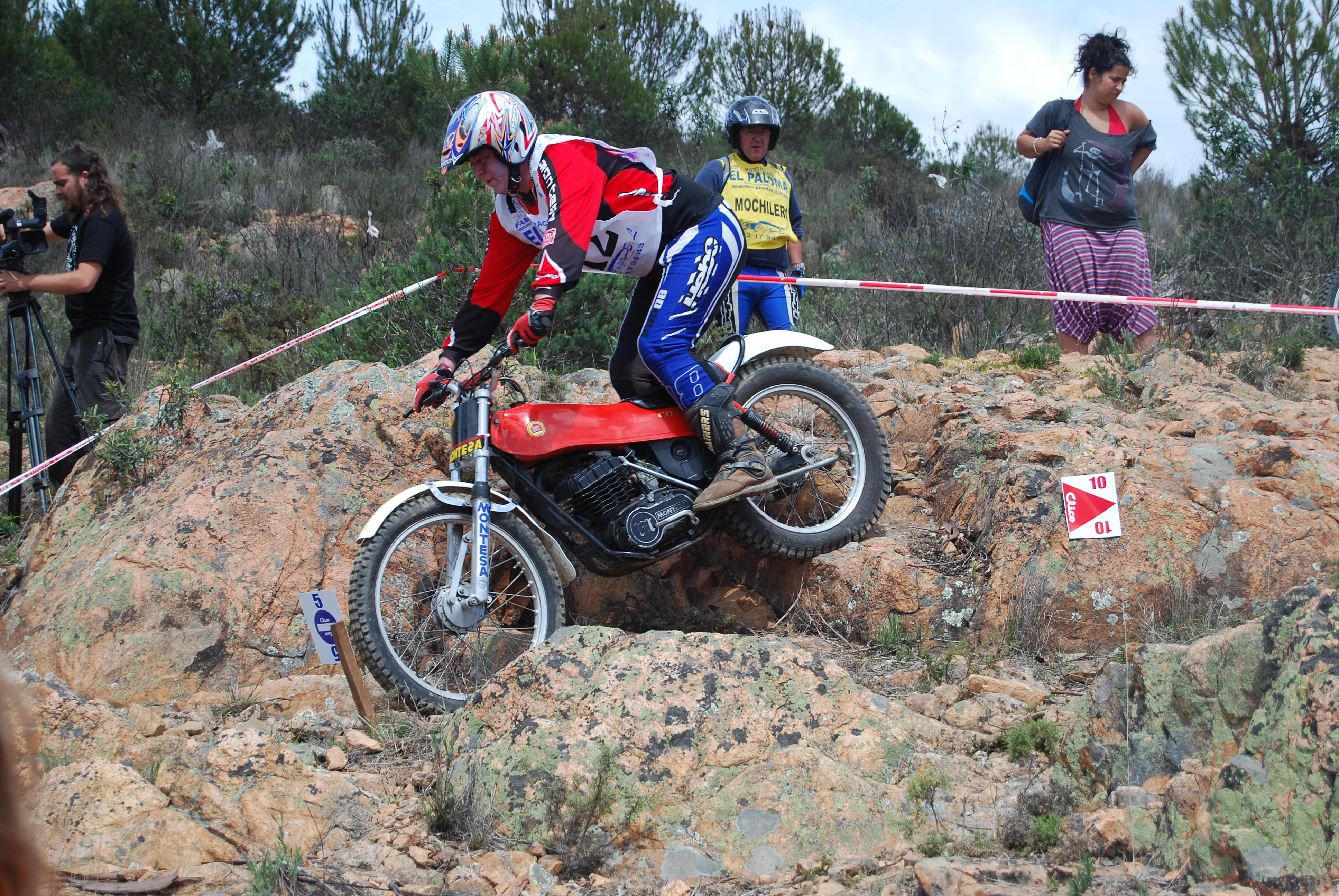
Un pilot amb la Cota 348 "76" en una prova de motos clàssiques

La primera versió de la Cota 348, apareguda el 1976, sorprengué pel seu avantguardisme. La principal diferència envers la seva predecessora, la Cota 247, era un canvi radical d'estètica en què hi destacava especialment el conjunt dipòsit-selló redissenyat de bell nou, el xassís de doble bressol i el motor, de major cilindrada i color negre, amb aletes arrissades. La llista de canvis, però, era molt extensa i en destacaven també els següents apartats:
- Nous parafangs de plàstic blanc, amb aleta incorporada anti-fang al davant.
- Nova forquilla anterior de secció quadrada.
- Noves suspensions posteriors.
- Far amb nou suport i reixeta protectora.
- Nou manillar de duralumini.
- Nou cavallet lateral.
- Nous estreps plegables.
- Nous pedals de fre i canvi de duralumini, amb puntera plegable.
- Nova corona, molt petita, amb tubs protectors de cadena.
- Cables amb greixador, revestits interiorment.
- Nova caixa de filtre.

Pel que fa al nou conjunt dipòsit-selló integral, a banda de la nova línia la gran novetat era que s'accionava longitudinalment, donant així accessibilitat immediata al filtre, carburador i bugia sense necessitat de fer servir cap eina.
Fitxa tècnica
| Versió "76"        | Versió "76"           | Versió "76" |
| ------------------ | --------------------- | ----------- |
|                    | Cota 348              |             |
| Núm. Sèrie         | 51M0000 - 51M11300    |             |
| Anys               | 1976                  |             |
| CC                 | 305,8                 |             |
| Diàmetre x Carrera | 78 x 64 mm            |             |
| Compressió         | 9:1                   |             |
| CV                 | 16 a 6.000 rpm        |             |
| Carburador         | Amal 27 mm            |             |
| Canvi              | 6 velocitats          |             |
| Suspensió davant   | Forquilla telescòpica |             |
| Suspensió darrera  | Amortidors hidràulics |             |
| Pneumàtic davant   | 2,75 x 21             |             |
| Pneumàtic darrera  | 4,00 x 18             |             |
| Frens davant       | Tambor 110 mm         |             |
| Frens darrera      | Tambor 110 mm         |             |
| Pes en sec         | 92 Kg                 |             |
| Capacitat dipòsit  | 5 litres              |             |
| Decoració dipòsit  | Cap                   |             |

### Versió "77"

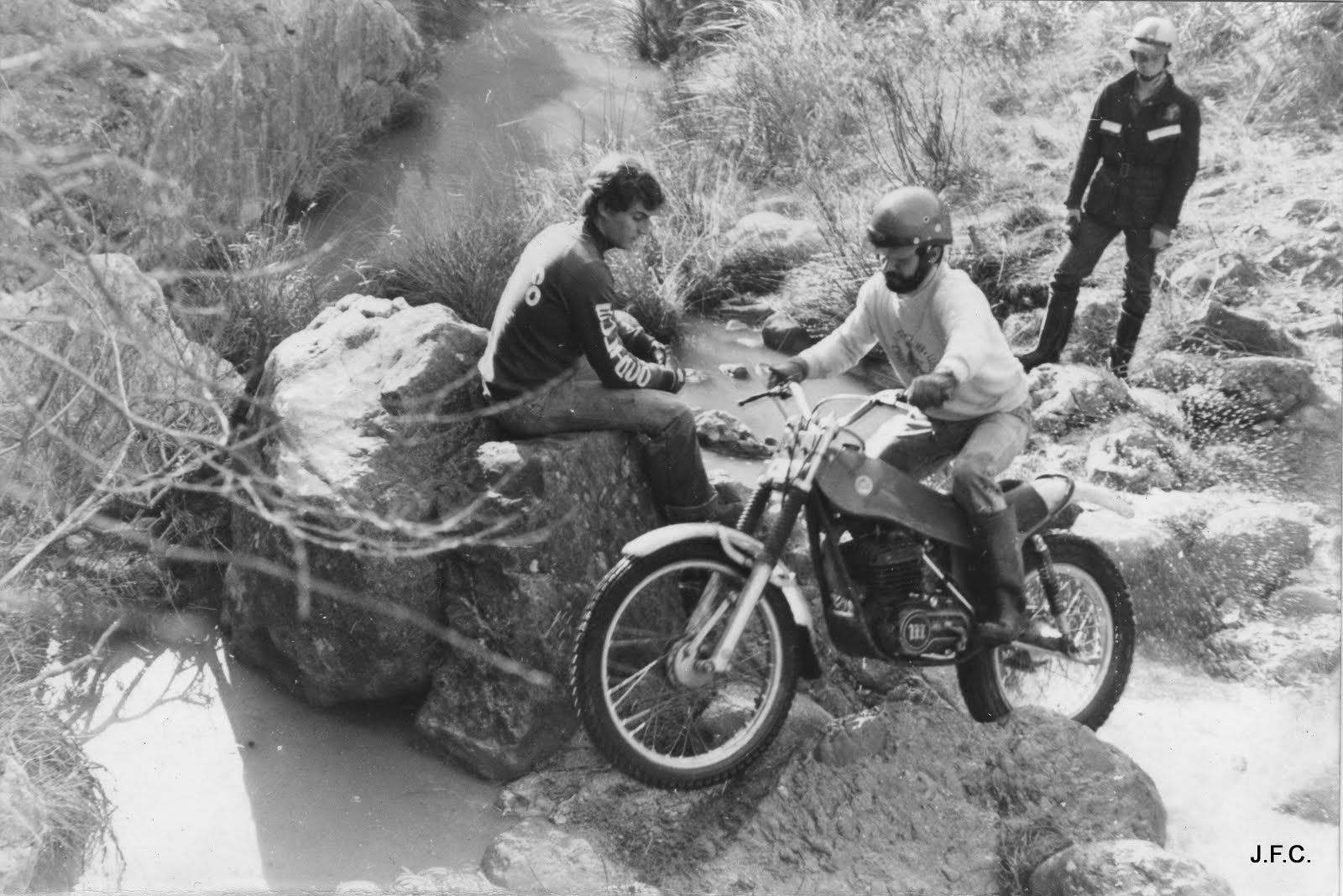
Joan Font amb la Cota 348 "Malcolm Rathmell" al trial de Gallifa de 1977

La versió de 1977 era gairebé idèntica a la primera, amb la principal novetat estètica de la signatura de Malcolm Rathmell estampada en color daurat al conjunt dipòsit-selló, just a sota d'on unes lletres també daurades deien "Cota 348", sota el selló. Per aquesta raó, aquesta versió es coneixia també com a Cota 348 "Malcolm Rathmell".
Fitxa tècnica
| Versió "77" Malcolm Rathmell | Versió "77" Malcolm Rathmell  | Versió "77" Malcolm Rathmell |
| ---------------------------- | ----------------------------- | ---------------------------- |
|                              | Cota 348                      |                              |
| Núm. Sèrie                   | ?                             |                              |
| Anys                         | 1977                          |                              |
| CC                           | 305,8                         |                              |
| Diàmetre x Carrera           | 78 x 64 mm                    |                              |
| Compressió                   | 9:1                           |                              |
| CV                           | 16 a 6.000 rpm                |                              |
| Carburador                   | Amal 27 mm                    |                              |
| Canvi                        | 6 velocitats                  |                              |
| Suspensió davant             | Forquilla telescòpica         |                              |
| Suspensió darrera            | Amortidors hidràulics         |                              |
| Pneumàtic davant             | 2,75 x 21                     |                              |
| Pneumàtic darrera            | 4,00 x 18                     |                              |
| Frens davant                 | Tambor 110 mm                 |                              |
| Frens darrera                | Tambor 110 mm                 |                              |
| Pes en sec                   | 92 Kg                         |                              |
| Capacitat dipòsit            | 5 litres                      |                              |
| Decoració dipòsit            | Signatura de Malcolm Rathmell |                              |

### Cota 348 Trail ("77")
El 1977 aparegué la primera versió "Trail" de la Cota 348, amb dipòsit de major capacitat i selló biplaça.
Fitxa tècnica
| Versió "77"        | Versió "77"             | Versió "77" |
| ------------------ | ----------------------- | ----------- |
|                    | Cota 348 Trail          |             |
| Núm. Sèrie         | 51M49001                |             |
| Anys               | 1977                    |             |
| CC                 | 305,8                   |             |
| Diàmetre x Carrera | 78 x 64 mm              |             |
| Compressió         | 9:1                     |             |
| CV                 | 16 a 5.500 rpm          |             |
| Carburador         | Amal 27 mm              |             |
| Canvi              | 6 velocitats            |             |
| Suspensió davant   | Forquilla telescòpica   |             |
| Suspensió darrera  | Amortidors hidràulics   |             |
| Pneumàtic davant   | 2,75 x 21               |             |
| Pneumàtic darrera  | 4,00 x 18               |             |
| Frens davant       | Tambor 110 mm           |             |
| Frens darrera      | Tambor 110 mm           |             |
| Pes en sec         | 91 Kg                   |             |
| Capacitat dipòsit  | 8,5 litres              |             |
| Decoració dipòsit  | Franges daurada i negra |             |

### Versió "78"

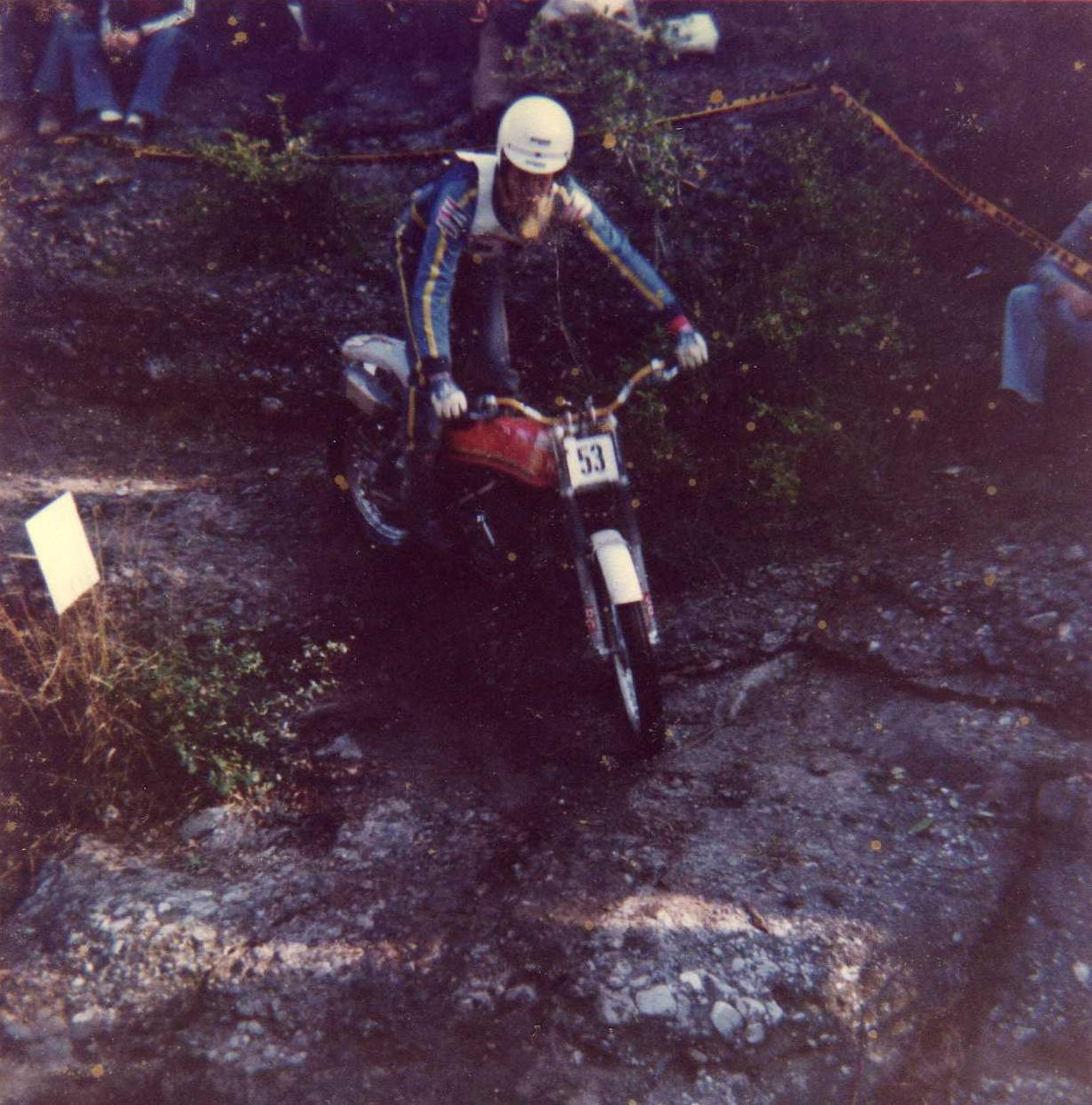
Ulf Karlson amb la Cota 348 "78" al Trial de Sant Llorenç de

La principal novetat estètica de la versió "78" era la nova decoració del conjunt dipòsit-selló, consistent en sengles franges de color daurat i negre que recorrien tota la banda inferior del conjunt. D'altres novetats importants eren:
- Nova òptica.
- Suspensió anterior amb pressió d'aire.
- Nous amortidors del darrere Telesco Hidrobag.
- Noves palanques de fre i canvi amb puntera triangular.
- Orelletes de protecció dels càrters laterals.

Fitxa tècnica
| Versió "78"        | Versió "78"             | Versió "78" |
| ------------------ | ----------------------- | ----------- |
|                    | Cota 348                |             |
| Núm. Sèrie         | 51M11301 - 51M15700     |             |
| Anys               | 1978 - 1979             |             |
| CC                 | 305,8                   |             |
| Diàmetre x Carrera | 78 x 64 mm              |             |
| Compressió         | 9:1                     |             |
| CV                 | 16 a 6.000 rpm          |             |
| Carburador         | Amal 27 mm              |             |
| Canvi              | 6 velocitats            |             |
| Suspensió davant   | Forquilla telescòpica   |             |
| Suspensió darrera  | Amortidors hidràulics   |             |
| Pneumàtic davant   | 2,75 x 21               |             |
| Pneumàtic darrera  | 4,00 x 18               |             |
| Frens davant       | Tambor 110 mm           |             |
| Frens darrera      | Tambor 110 mm           |             |
| Pes en sec         | 89 Kg                   |             |
| Capacitat dipòsit  | 5 litres                |             |
| Decoració dipòsit  | Franges daurada i negra |             |

### Cota 348 Trail ("79")
La velocitat màxima de la "Trail" de 1979 era de 118 km/h.
Fitxa tècnica
| Versió "79"        | Versió "79"             | Versió "79" |
| ------------------ | ----------------------- | ----------- |
|                    | Cota 348 Trail          |             |
| Núm. Sèrie         | ?                       |             |
| Anys               | 1979 - 1981             |             |
| CC                 | 305,8                   |             |
| Diàmetre x Carrera | 78 x 64 mm              |             |
| Compressió         | ?                       |             |
| CV                 | ?                       |             |
| Carburador         | Amal 27 mm              |             |
| Canvi              | 6 velocitats            |             |
| Suspensió davant   | Forquilla telescòpica   |             |
| Suspensió darrera  | Amortidors hidràulics   |             |
| Pneumàtic davant   | 2,75 x 21               |             |
| Pneumàtic darrera  | 4,00 x 18               |             |
| Frens davant       | Tambor 110 mm           |             |
| Frens darrera      | Tambor 110 mm           |             |
| Pes en sec         | ?                       |             |
| Capacitat dipòsit  | 8,5 litres              |             |
| Decoració dipòsit  | Franges daurada i negra |             |

### Cota 348 Trail ("82")
La principal novetat estètica de la versió Trail "82" era la nova decoració del conjunt dipòsit-selló, consistent en una franja inferior negra amb rivet groc i un embellidor superior del mateix color. Les suspensions i la tapa del càrter anaven ara pintades de color vermell llampant.
Fitxa tècnica
| Versió "82"        | Versió "82"                | Versió "82" |
| ------------------ | -------------------------- | ----------- |
|                    | Cota 348 Trail             |             |
| Núm. Sèrie         | 51M54301                   |             |
| Anys               | 1982 - 1983                |             |
| Núm. Sèrie         | 51M                        |             |
| Anys               | 1979 - 1981                |             |
| CC                 | 305,8                      |             |
| Diàmetre x Carrera | 78 x 64 mm                 |             |
| Compressió         | ?                          |             |
| CV                 | ?                          |             |
| Carburador         | Amal 27 mm                 |             |
| Canvi              | 6 velocitats               |             |
| Suspensió davant   | Forquilla telescòpica      |             |
| Suspensió darrera  | Amortidors hidràulics      |             |
| Pneumàtic davant   | 2,75 x 21                  |             |
| Pneumàtic darrera  | 4,00 x 18                  |             |
| Frens davant       | Tambor 110 mm              |             |
| Frens darrera      | Tambor 110 mm              |             |
| Pes en sec         | ?                          |             |
| Capacitat dipòsit  | 8,5 litres                 |             |
| Decoració dipòsit  | Franja i embellidor negres |             |